# Île Motuhoa
L'île Motuhoa est une île néo-zélandaise située dans la baie de Tauranga, au fond de la baie de l'Abondance.